# Residenz des Shūgiin-Präsidenten

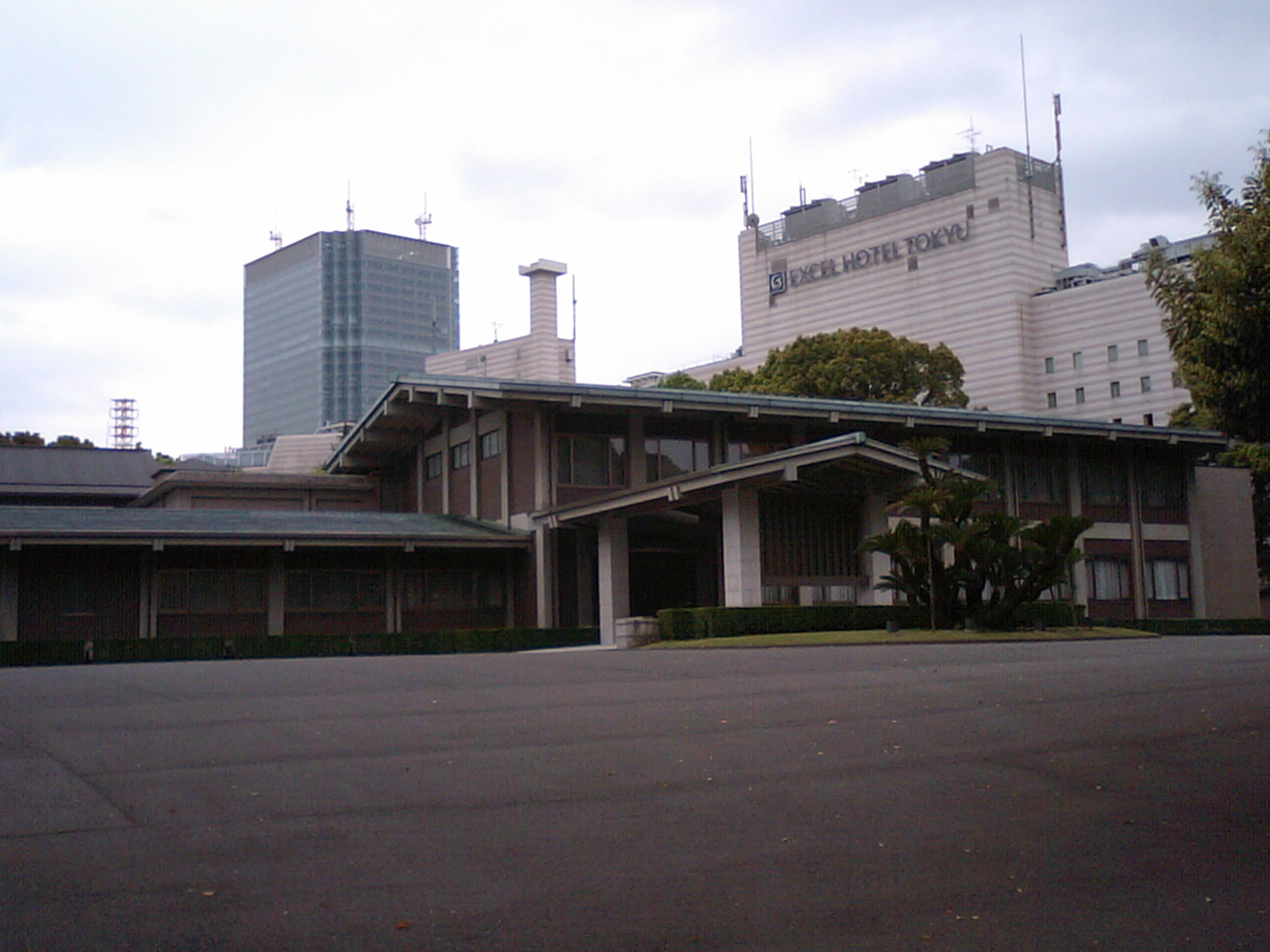
Haupttor zur Residenz des Shūgiin-Präsidenten.

Die Residenz des Shūgiin-Präsidenten (jap. 衆議院議長公邸, Shūgiin-gichō kōtei) liegt im Regierungsviertel Nagatachō in Chiyoda, Präfektur Tokio, im Zentrum der japanischen Hauptstadt Tokio. Sie steht dem Präsidenten des Shūgiin, dem Unterhaus des Parlaments als Residenz zu, wird aber außer für offizielle Empfänge z. B. von Staatsgästen kaum genutzt. Nebenan liegt auf dem gleichen Gelände auch die Residenz des Sangiin-Präsidenten, die Residenz des Shūgiin-Vizepräsidenten befindet sich in Akasaka.
Rechtliche Grundlage für die Residenz ist das Kokka-kōmuin shukusha-hō (国家公務員宿舎法), nach dem aus dem nationalen Haushalt Residenzen für unter anderem die Präsidenten und Vizepräsidenten beider Parlamentskammern, die Richter des Obersten Gerichtshofes, den Premierminister und die übrigen Staatsminister finanziert werden müssen.